# Psilolemma
Psilolemma é um género botânico pertencente à família Poaceae. A única espécie conhecida é a Psilolemma jaegeri, nativa da República Democrática do Congo, Kenya, Uganda e Tanzania.